# Coppa Movistar
La Coppa Movistar è stata una competizione pallavolistica amichevole per squadre nazionali femminili, organizzata con cadenza annuale dalla FPV.

## Edizioni
| Edizione      | Edizione      | Podio    | Podio           | Podio |
| Anno          | Organizzatore | Campione | Seconda         | Terza |
| ------------- | ------------- | -------- | --------------- | ----- |
| 2011 Dettagli | Lima          | Cuba     | Rep. Dominicana | Perù  |

## Medagliere
| Pos. | Squadra         | 1º posto | 2º posto | 3º posto | Totale |
| ---- | --------------- | -------- | -------- | -------- | ------ |
| 1    | Cuba            | 1        | 0        | 0        | 1      |
| 2    | Rep. Dominicana | 0        | 1        | 0        | 1      |
| 3    | Perù            | 0        | 0        | 1        | 1      |